# Hasselt (Bedburg-Hau)

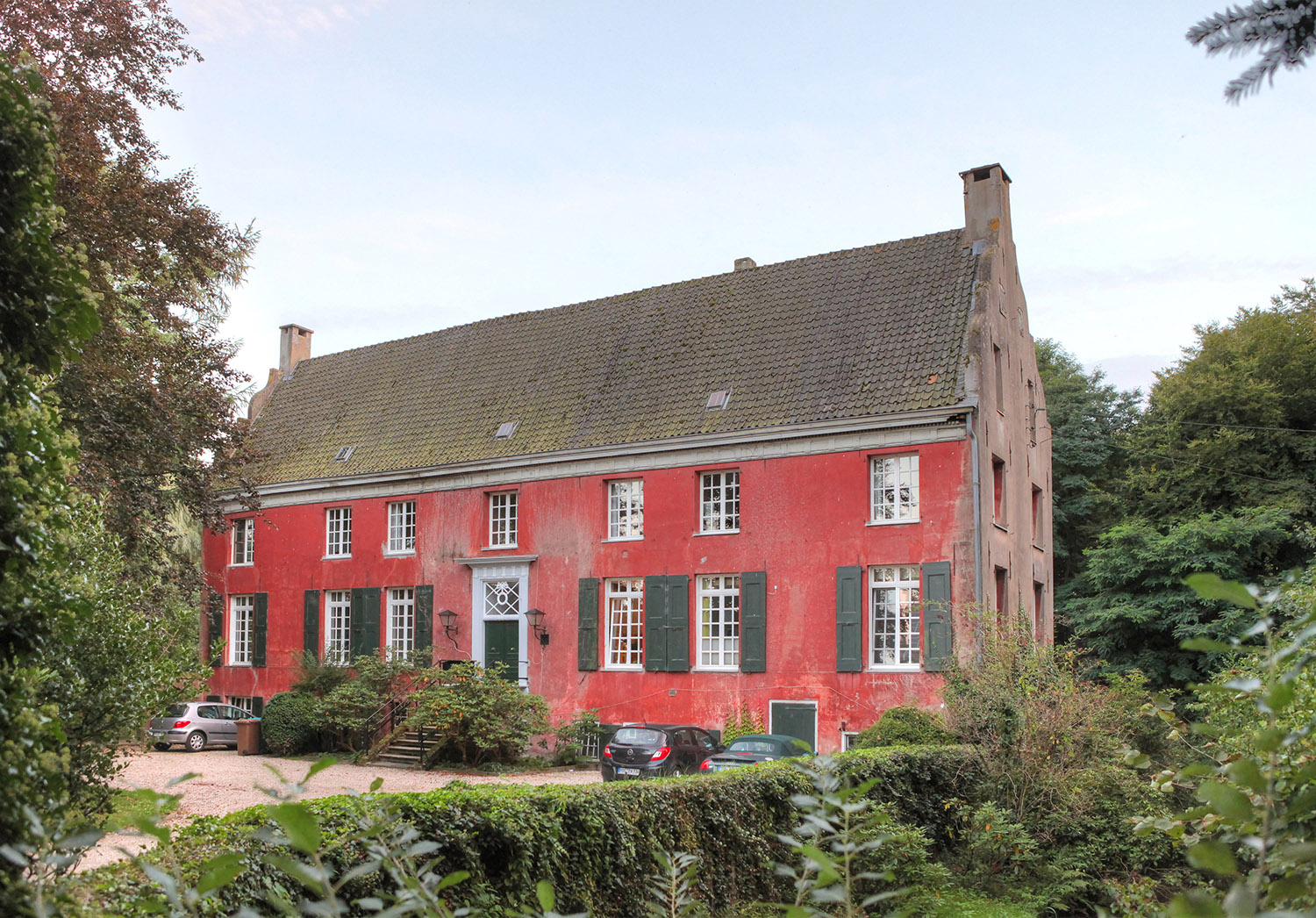
Haus Rosendal (Vorderansicht)

Hasselt ist ein Ortsteil der Gemeinde Bedburg-Hau im Kreis Kleve am Niederrhein.

## Geschichte
Der Ortsname Hasselt leitet sich von der früheren Flora, welche bis in das 8. Jahrhundert hinein vorwiegend aus Haselgebüsch bestand, ab. Der Haupthof der ersten bekannten Siedlung trug den Namen „op gen Haef“ (op den Hoff), später Haefsenhof und heute Hasenhof.
Urkundlich kommt die dem heiligen Stephan geweihte Hasselter Kapelle bereits im 13. Jahrhundert vor, denn schon im Jahre 1251 hatten die Liegenschaften um Hasselt einen eigenen Vikar. Nach 1631 kommt die Hasselter Kapelle in den Besitz der Reformierten, bis sie durch den Religionsvergleich von 1672 wieder den Katholiken zuerkannt wird.
Das Haus Rosendal liegt im Ortsgebiet und war ein wichtiger Herrensitz der Klever Herzöge. Das adelige Haus ging aus einem kurz vor 1433 erbauten steinernen Bergfried hervor. Der letzte Umbau an dem Haus erfolgte bereits 1797.
Hasselt ist auch berühmt für die große Wandmalerei an der Altarwand der katholischen Dorfkirche, welche ein sehr realistisches Bild des Gekreuzigten Jesus Christus zeigt.
Bis zum 30. Juni 1969 gehörte Hasselt zur Gemeinde Schneppenbaum und ist seitdem einer der sieben Ortsteile der Gemeinde Bedburg-Hau.

### Wappen
| Wappen des Ortsteils Hasselt | Blasonierung: „Gespalten in Rot und hinten (links) geteilt in Grün und Gold (Gelb). Im vorderen roten Feld eine silberne (weiße) Kirche mit schwarzen Turmkreuz. Hinten oben in Grün ein linksschräger silberner (weißer) Balken und im unteren linken goldenen (gelben) Feld eine grüne Haselnuss mit silberner (weißer) Frucht.“                                                                                              |
| Wappen des Ortsteils Hasselt | Wappenbegründung: Das Wappen wurde 2001 angenommen. Es erinnert an die, dem heiligen Stephan geweihte Kapelle aus dem 13. Jahrhundert, welche als Kern der ehemaligen Bauerschaft Hasselt gilt. Der Schrägbalken auf grünem Grund entstammt dem Wappen der „Herren von Osterwyck“, ehemalige Besitzer des Hauses Rosendal. „Hasselt“ = „Haselbuschort“. Die Haselnuss steht redend für den Ortsnamen Hasselt = „Haselbuschort“. |

## Belege
1. ↑  Angabe der Gemeinde Bedburg-Hau
2. ↑  Hasselt auf der Website der Gemeinde Bedburg-Hau